# Distrito de Dhar
Distrito de Dhar é um distrito do estado de Madhya Pradesh na Índia. O distrito tem uma área de 8.153 km². É delimitado pelos distritos de Ratlam ao norte, Ujjain ao nordeste, Indore ao leste, Khargone ao sudeste, Barwani ao sul e Jhabua ao oeste.
A população do distrito é de 2.184.672 habitantes de acordo com o censo de 2001.